# Фаддеев, Дмитрий Константинович
Дмитрий Константинович Фадде́ев (17 [30] июня 1907, Юхнов, Смоленская губерния — 20 октября 1989, Ленинград) — советский математик, член-корреспондент Академии наук СССР (1964), профессор. Лауреат Государственной премии СССР.

## Биография
Окончил Ленинградский университет (ЛГУ) в 1928 году, с 1944 года — профессор ЛГУ. В середине 1920-х годов параллельно с учёбой в ЛГУ учился также на композиторском отделении Ленинградской консерватории (курса не окончил). С 1934 года работал в Математическом институте АН СССР, с 1940 года — в Ленинградском отделении математического института им. В. А. Стеклова АН СССР, заведовал лабораторией алгебры. В 1952—1954 годах был деканом математико-механического факультета ЛГУ. Долгое время заведовал кафедрой алгебры, затем возглавлял Отделение математики математико-механического факультета ЛГУ.
Основные работы по теории чисел, алгебре, теории гомологий в группах, вычислительной математике. В алгебре главное направление его научной деятельности — работы по исследованию обратной задачи Галуа (поиск алгебраических расширений с данной группой Галуа над заданным основным полем). Также получил ряд важных результатов в области гомологической алгебры. В области приближённых и численных методов большинство работ учёного принадлежит к прикладным задачам линейной алгебры (алгоритм Фадеева —Леверье). Известен также исследованиями по теории функций и теории вероятностей.
Всего опубликовал более 100 работ, среди них — популярные монографии и учебные пособия, в том числе «Сборник задач по высшей алгебре» (написан совместно с И. С. Соминским), который неоднократно переиздавался. Многие из его книг переведены за рубежом.
Создал большую научную школу, с 1930-х годов организовывал и проводил школьные математические олимпиады. Один из основателей школы-интерната № 45 (ныне Академическая гимназия имени Д. К. Фаддеева Санкт-Петербургского государственного университета). С февраля 1965 года — научный куратор школы, затем член Совета школы.

## Семья
- Отец — Константин Тихонович Фаддеев, окончил в Москве Высшее московское техническое училище, работал инженером на Невском машиностроительном заводе по рекомендации академика А. Н. Крылова. Мать Любовь Германовна Гулевич — двоюродная сестра генерала Арсения Гулевича, командира лейб-гвардии Преображенского полка.
- Первая жена (с 1930) — математик Вера Николаевна Фаддеева (1906—1983);
  - дочь Мария (род. 06.10.1931) — химик,
  - сыновья Людвиг (23.03.1934 — 26.02.2017, назван в честь Бетховена[6]) и Михаил (28.06.1937 — 30.09.1992) — математики.
- Вторая жена — Марианна Леонидовна Георг (её первым мужем был математик, академик АН СССР А. Д. Александров)[7].

Похоронен на кладбище в Комарове рядом с первой женой.

## Память
- Городской алгебраический семинар имени Д. К. Фаддеева (Санкт-Петербургское отделение Математического института имени В. А. Стеклова РАН)
- Имя присвоено Академической гимназии СПбГУ

## Сочинения
- Теория иррациональностей третьей степени. — Тр. Матем. ин-та им. В. А. Стеклова, 11, 1940, М.: Изд-во АН СССР, 340 с. (совместно с Б. Н. Делоне);
- Теория гомологий в группах. I—II (совместно с З. И. Боревичем). Вестник ЛГУ. Сер. математики, механики и астрономии, 1956, т. 7, вып. 2, с. 3—39; 1959, т. 7, вып. 2, с. 72—87;
- Таблицы основных унитарных представлений фёдоровских групп. — Тр. МИАН СССР, М.—Л., 56, 1961, 176 с.;
- Вычислительные методы линейной алгебры. — 2 изд. — М.—Л., 1963 (совместно с В. Н. Фаддеевой);
- Сборник задач по высшей алгебре. — 11-е изд.,  — М.: Наука, 1977. — 288 с. (совместно с И.С. Соминским);
- Лекции по алгебре. — М.: Наука, 1984.